# 77
77 (LXXVII, na numeração romana) foi um ano comum do século I, do Calendário Juliano, da Era de Cristo, teve início a uma quarta-feira e terminou também a uma quarta-feira. a sua letra dominical foi E.
| Ano completo                        |
| ----------------------------------- |
| Ano comum com início à quarta-feira |